# Bénédicte Menez
Pour les articles homonymes, voir Menez.
Bénédicte Menez est une professeure des universités en sciences de la Terre à l'Institut de physique du globe de Paris. Elle est responsable de l’équipe géobiosphère actuelle et primitive où elle étudie des interactions entre les micro-organismes et les roches qu’elle caractérise à l’aide de techniques de microimagerie et de spectroscopie. Depuis 2001, elle développe des stratégies d’étude de la biosphère profonde, cette vie intraterrestre qui se développe dans les profondeurs de la croûte terrestre.

## Récompenses et honneurs
- 2008 : Prix Holweck, Grelaud et Guido-Triossi décerné par l’Académie des sciences[3].
- 2012 : Prix Irène-Joliot-Curie de la jeune femme scientifique pour ses travaux originaux dans un domaine de recherche nouveau, celui de la géomicrobiologie[4].

## Publications
- (en) Dupraz, Sébastien, et al. "Experimental and numerical modeling of bacterially induced pH increase and calcite precipitation in saline aquifers." Chemical Geology 265.1 (2009): 44-53.
- (en) Foriel, Julien, et al. "Biological control of Cl/Br and low sulfate concentration in a 3.5-Gyr-old seawater from North Pole, Western Australia." Earth and Planetary Science Letters 228.3 (2004): 451-463.
- (en) Métrich, Nicole, et al. "Presence of sulfite (SIV) in arc magmas: Implications for volcanic sulfur emissions." Geophysical Research Letters 29.11 (2002).
- (en) Sauter, Daniel, et al. "Continuous exhumation of mantle-derived rocks at the Southwest Indian Ridge for 11 million years." Nature Geoscience 6.4 (2013): 314-320.
- (en) Ménez, Bénédicte, Valerio Pasini, and Daniele Brunelli. "Life in the hydrated suboceanic mantle." Nature Geoscience 5.2 (2012): 133-137.
- Menez, Bénédicte. Les microsondes photon et proton appliquées à l'analyse ponctuelle d'inclusions fluides: un outil pour reconstituer l'évolution des paléosystèmes hydrothermaux. Diss. 1999.
- (en) Dupraz, Sébastien, et al. "Experimental approach of CO 2 biomineralization in deep saline aquifers." Chemical Geology 265.1 (2009): 54-62.
- (en) Philippot, Pascal, et al. "Mapping trace-metal (Cu, Zn, As) distribution in a single fluid inclusion using a third generation synchrotron light source." Chemical Geology 173.1 (2001): 151-158.
- (en) Guyot, François, et al. "CO 2 geological storage: the environmental mineralogy perspective." Comptes Rendus Geoscience 343.2 (2011): 246-259.
- (en) Rividi, Nicolas, et al. "Calibration of carbonate composition using micro-Raman analysis: application to planetary surface exploration." Astrobiology 10.3 (2010): 293-309.